# Nauroy
Nauroy ist eine französische Gemeinde mit 672 Einwohnern (Stand: 1. Januar 2022) im Département Aisne in der Region Hauts-de-France (vor 2016 Picardie). Sie gehört zum Arrondissement Saint-Quentin und zum Kanton Bohain-en-Vermandois. 

## Geografie
Die Gemeinde Nauroy liegt etwa 17 Kilometer nördlich von Saint-Quentin. Nachbargemeinden von Nauroy sind Gouy im Norden, Estrées im Nordosten, Joncourt im Osten, Magny-la-Fosse im Südosten und Süden, Bellenglise im Süden und Südwesten sowie Bellicourt im Westen und Nordwesten. Durch das Gemeindegebiet von Nauroy führt die alte Heerstraße des Systems Chaussée Brunehaut von Saint-Quentin nach Charleroi.

## Bevölkerungsentwicklung
| Jahr                       | 1962 | 1968 | 1975 | 1982 | 1990 | 1999 | 2006 | 2012 | 2022 |
| Einwohner                  | 663  | 666  | 683  | 685  | 728  | 681  | 683  | 714  | 672  |
| Quellen: Cassini und INSEE |      |      |      |      |      |      |      |      |      |

## Sehenswürdigkeiten
- Kirche Saint-Léger aus dem 15. Jahrhundert, 1926 neu aufgebaut
- protestantische Kirche von 1867, heute Galerie
- Britischer Soldatenfriedhof

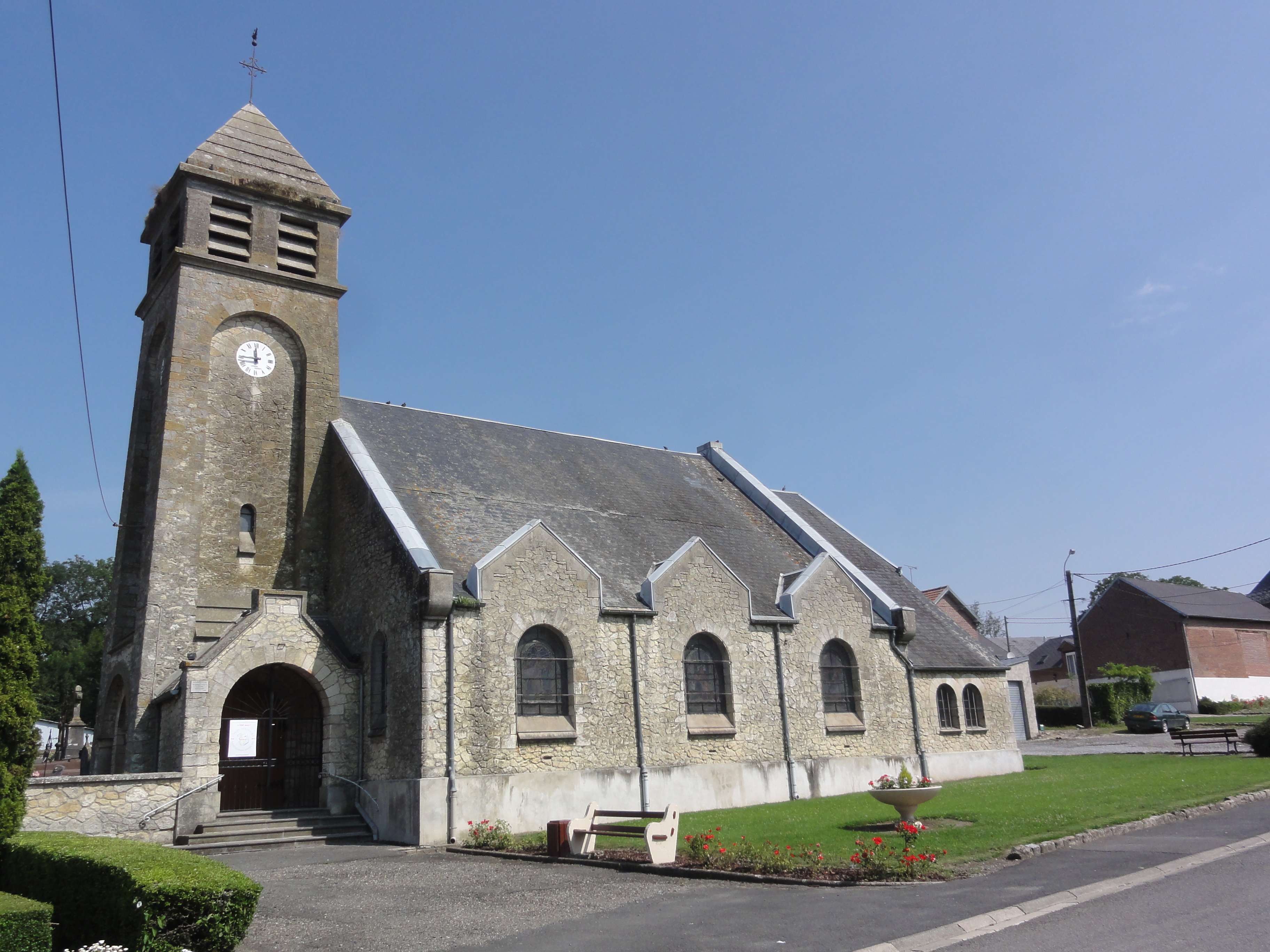
Kirche Saint-Léger
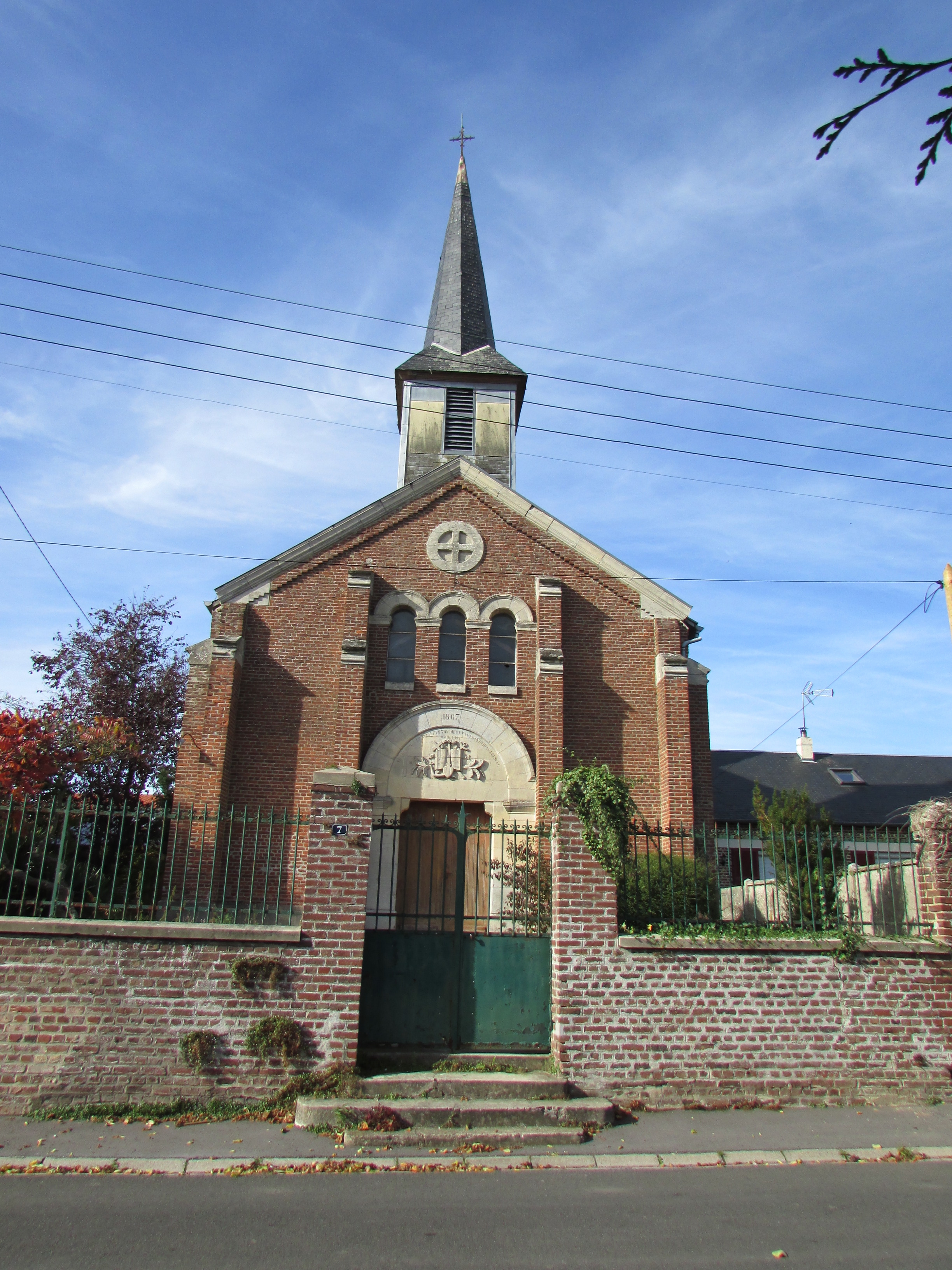
Protestantische Kirche
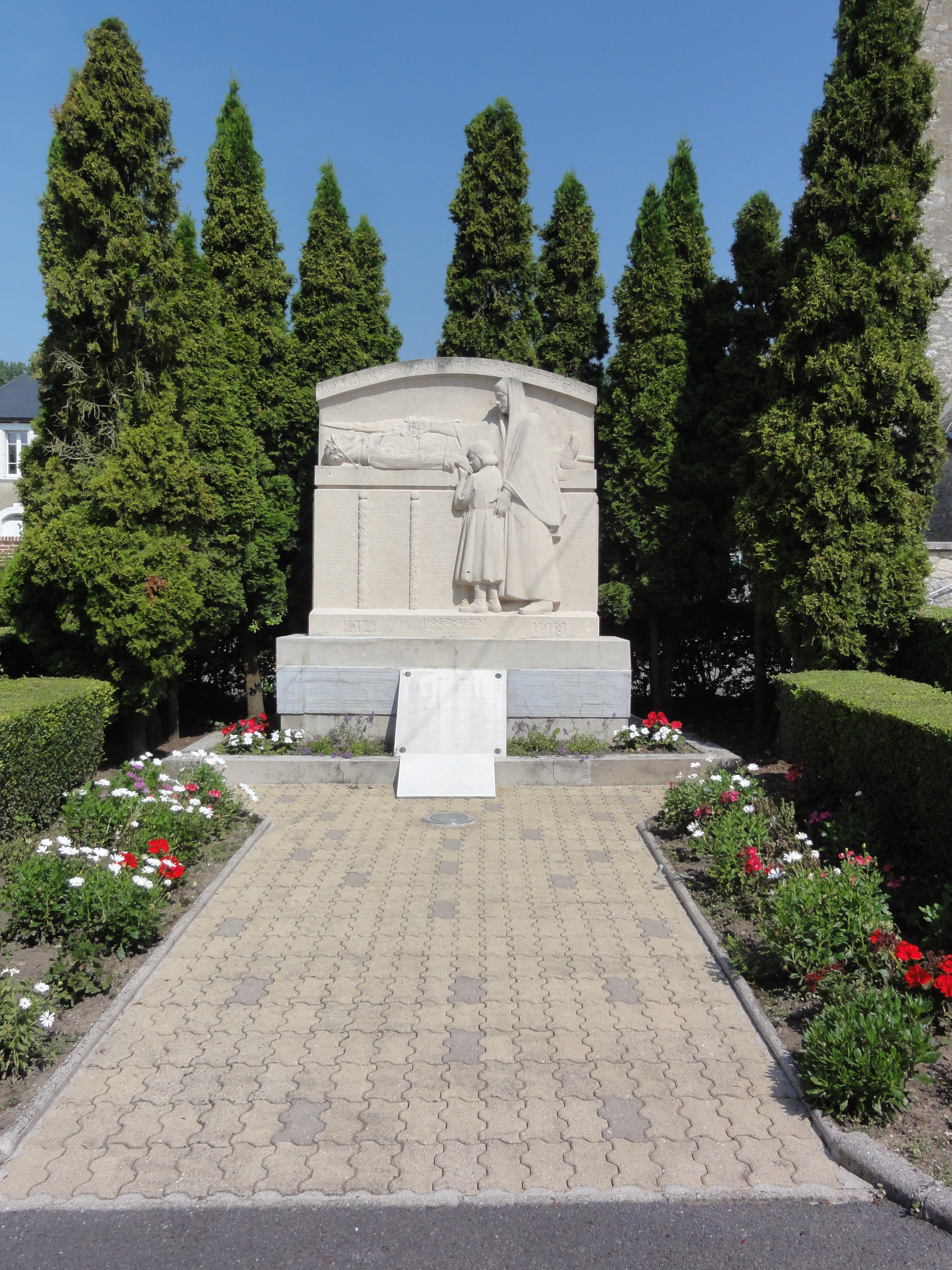
Gefallenendenkmal

## Persönlichkeiten
- Désiré François Laugée (1823–1896), Maler, Bürgermeister von Nauroy in den 1880er Jahren
- Georges Laugée (1853–1937), Maler, Sohn von Désiré Laugée